# 새털이아목
새털이아목(-亞目, Mallophaga, chewing louse)은 이목에 속했던 옛 분류의 하나이다. 3,000종 이상을 포함시켰다. 이전에는 이목(Phthiraptera)을 이아목(Anoplura)과 새털이아목(Mallophaga)으로 분류했으나 현재는 새털이아목을 이목에 속하는 Rhyncophthirina와 Ischnocera 그리고 Amblycera의 3개 아목으로 분류하고 있다.

## 특징
소변태 또는 불완전변태를 한다. 조류나 포유류에 외부 기생을 하는 작은 곤충으로서, 깃털의 때를 먹고 산다. 몸은 위아래로 편평하고 커다란 머리에 3~5마디로 이루어진 촉각이 나 있다. 입은 씹는형이고, 겹눈은 퇴화하였으며 홑눈은 없다. 다리는 다섯 개의 환절로 되어 있는데, 보통 그 끝에 두 개의 발톱이 있어서 털을 잡는 데 적당하다.

## 닭이
몸길이 1mm 정도로 몸은 편평하고 날개가 없다. 머리는 크고 입은 씹기에 적당하다. 거의 모든 닭의 체외에 기생하는데 커다란 해는 없으나, 수가 많을 경우에는 산란율의 저하, 체력의 약화 등을 초래한다. 예방은 항상 닭장을 청결하게 하고 소독해야 하며, 방제는 독성이 낮고 잔효성(殘效性)이 높은 살충제를 뿌려 없앤다.